# Monika Sozanska
Monika Sozanska (Bolesławiec, Polonia, 13 de marzo de 1983) es una deportista alemana que compitió en esgrima, especialista en la modalidad de espada.
Ganó cuatro medallas en el Campeonato Mundial de Esgrima entre los años 2005 y 2010, y dos medallas en el Campeonato Europeo de Esgrima, plata en 2008 y bronce en 2012.
Participó en los Juegos Olímpicos de Londres 2012, ocupando el quinto lugar en el torneo por equipos y el décimo en la prueba individual.

## Palmarés internacional
| Campeonato Mundial | Campeonato Mundial | Campeonato Mundial | Campeonato Mundial |
| Año                | Lugar              | Medalla            | Prueba             |
| ------------------ | ------------------ | ------------------ | ------------------ |
| 2005               | Leipzig (Alemania) | Medalla de bronce  | Espada por equipos |
| 2008               | Pekín (China)      | Medalla de bronce  | Espada por equipos |
| 2009               | Antalya (Turquía)  | Medalla de bronce  | Espada por equipos |
| 2010               | París (Francia)    | Medalla de plata   | Espada por equipos |
| Campeonato Europeo |                    |                    |                    |
| Año                | Lugar              | Medalla            | Prueba             |
| 2008               | Kiev (Ucrania)     | Medalla de plata   | Espada por equipos |
| 2012               | Legnano (Italia)   | Medalla de bronce  | Espada individual  |